# Skandawa
Skandawa [skanˈdava] (tiếng Đức: Skandau) là một ngôi làng ở phía bắc Ba Lan, nằm sát biên giới với tỉnh Kaliningrad của Nga. Nằm trong khu hành chính của Gmina Barciany, thuộc huyện Kętrzyński, Warmińsko-Mazurskie, nó nằm khoảng 9 kilômét (6 mi)  phía tây bắc Barciany, 23 km (14 mi) bắc-tây bắc của Kętrzyn, và 75 km (47 mi) phía đông bắc của thủ đô khu vực, Olsztyn.
Trước năm 1945, khu vực này là một phần của tỉnh Đông Phổ cũ của Đức và ngôi làng được biết đến với tên tiếng Đức là Skandau.
Tuyến 353 dài 35 km của Đường sắt quốc gia Ba Lan (PKP) nối Poznań với Skandawa và biên giới Nga (8 km về phía đông bắc của Skandawa và 3 km về phía tây nam của Zheleznodorozhny) qua Olsztyn và Korsze. Kể từ năm 2000, đoạn cuối cùng từ Korsze đến biên giới là một chi nhánh chỉ vận chuyển hàng hóa và nhà ga đường sắt tại Korsze (15 km về phía tây nam) ngày nay là cơ sở hành khách gần nhất của Skandawa.